# Auguszt Bárió
Auguszt Gábor, művésznevén Auguszt Bárió (Kaposvár, 1967. április 29. –) énekes. Az AD Stúdió énekes-zeneszerzője.

## Életútja
A nyolcvanas évek közepén ( 1984 ) megnyerte a Pesti Műsor és az akkor monopolhelyzetben lévő Magyar Hanglemezgyártó Vállalat Start kiadójának TINISZTÁR 84 vetélkedő fiú kategóriáját, első helyét. 17 éves korában megjelent első kislemeze, amin az R-GO Megy a lány című dalát énekelte. Az 1989-ben megalakult AD Stúdió énekes - zeneszerzője lett, majd az együttes 1993-as pihenő évei alatt szólólemezt jelentetett meg. 1995-ben kiadta Égess el! című albumát. Az együttes 1998-ban újra visszatért és ismét sikert sikerre halmozott a Páratlan Páros és a Nyári eső című slágerekkel. Bárió nővére 2000 - ben történő tragikus halála után szünetet kért társaitól, majd a zenétől való elvonulást követően megjelentette a Mikor a föld alszik c. szóló albumát. 2008 - ban ismét Ad studio albumot jelentettek meg a Jóska menni Amerika c. Csupó Gábor rajzfilm kapcsán és számos Ad studio koncertet játszottak szerte az országban. Erről az albumról az Egyetlen perc lett sláger.
Szintén 2008 - ban Bárió kitalálta és megszervezte az ÉLETED DALA országos zenei tehetségkutató versenyt, melyet a ProArt Irodával közösen rendeztek meg.
Jelen pillanatban Bárió évente jelentet meg új szerzeményt, miközben az Ad studioval is járja sz országot aktív szerzőként és előadóként. 2016-ban elhunyt édesapjának ajánlotta a Színes Pillangók c. új dalát. 2018-ban Bárió új dalainak elkészítésébe fogott, és az év első felében single dalokként megjelentette a Csak, a Színes Pillangók és a Fekete ég c. dalokat. 2018 nyarának végén elkészült a HÁNY FELHŐ AZ ÉG c. új dal

## Diszkográfia

### Szólóban

#### Kislemezek
- 1984 – Megy a Bárió
- 1985 – Bang Bang Boys/Sosincs nyugta a bátor detektívnek
- 1985 – Görl korcsolya Forma I.

#### Nagylemezek
- 1995 – Égess el! (Carmen)
- 2001 – Mikor a Föld alszik
- 2002 – Gyémánt
- 2003 – Ezer titok
- 2011 – A szerelem újra él
- 2014 – Most élsz!
- 2016 – Színes Pillangók
- 2018 – Csak
- 2018 – Színes Pillangók
- 2018 – Fekete ég
- 2018 – Hány felhő az ég
- 2021 – Újrakezdeni mindennap

### AD Stúdióval
- 1991 – Álmaimban Amerika (Rákóczi Hanglemezkiadó)
- 1992 – Revolver nélkül (Quattro Records)
- 1992 – Shakespeare vagy amit akartok (Quattro Records)
- 1998 – Most szeress (Golden Songs)
- 1999 –	Páratlan páros (Record Express)
- 2000 – A Nap szerelmese (Warner-Magneoton)
- 2002 – No 1. Hits (Warner-Magneoton)
- 2008 – Immigrants - Jóska menni Amerika